# 迪兰·耶希尔格兹-泽赫里乌斯
迪兰·耶希尔格兹-泽赫里乌斯（荷蘭語：Dilan Yeşilgöz-Zegerius，1977年6月18日—）是一位荷兰政治家，現任自由民主人民黨領袖，自2022年1月10日起担任第四届吕特内阁的司法与安全大臣，此前曾在2017年至2021年担任國會二院议员，并在2021年至2022年担任经济事务与气候政策国务秘书。

## 早年生活
出生在土耳其的安卡拉，并在儿童时期移民到荷兰。她的家族来自土耳其库尔德族。
1991年至1997年，耶希尔格兹在荷兰阿默斯福特的瓦莱学院完成了中等教育后，她前往阿姆斯特丹自由大学学习社会文化科学，并在2003年获得了文化、组织与管理硕士学位

## 政治生涯
2022年1月10日，她被任命为司法和安全部长。馬克·呂特于2023年7月10日辞职后，被认为是他可能的继任者之一。 
7月12日，馬克·呂特辭職兩天後，她宣佈競選成為下一任自由民主黨的領袖。翌日，自由民主黨正式提名她擔任該職位。8月14日，她正式成為自由民主黨的黨魁。